# Cyprian Kamil Norwid
Cyprian Kamil Norwid, poljski romantični pesnik, dramatik, esejist, grafik, kipar in slikar * 24. september 1821, Laskowice (Głuchy) Ruski imperij, † 23. maj 1883, Pariz.

## Življenje
Cyprian Ksawery Gerard Walenty se je rodil v vasi Laskovo – Głuchy v okraju Radzymin na Mazovskem. Bil je najmlajši sin v očetovem tretjem zakonu, imel je še tri brate in sestre. Zgodaj je osirotel, zato je skrb zanj prevzela prababica Hilaria Sobieska. Obiskoval je gimnazijo v Varšavi, a je šolanje opustil v petem razredu. Izobraževanje je nadaljeval na privatni slikarski šoli. V tem času se je pridružil bohemski skupini mladih pesnikov, imenovani »varšavska ciganerija« (Cyganeria warszawska). Njegove pesmi so požele pohvale že po prvih objavah v letu 1840. Zanimala ga je predvsem ljudska umetnost, ta zanos ga je popeljal, da je skupaj s prijatelji leta 1841 peš potoval iz Varšave do Krakova.
V naslednjem letu je za vedno zapustil Poljsko, potoval po Nemčiji in Italiji, kjer je v Firencah študiral slikarstvo in kiparstvo. V Firencah je spoznal tudi Mario Kalegris, ki je postala njegova nesrečna ljubezen. V tem času se je njegovo zdravstveno stanje poslabšalo. V letu 1846 je potoval po Berlinu in Bruslju, nato pa v Rimu dobil status emigranta. V Rimu je spoznal Adama Mickiewicza, se spoprijateljil z Zygmuntom Krasińskim. V tem letu je potoval tudi po Grčiji in Kreti. V letu 1849 se je preselil v Pariz, kjer je spoznal Juliusa Słowackega, Fryderyka Chopina in Stefana Witwickega. V tem času je nastala njegova pesnitev Promethidion, v kateri je izražal željo, da bi poljska umetnost zrcalila prvine poljske ljudske umetnosti, postala narodna. Kot idealni primer tovrstne umetnosti postavlja Chopinovo glasbo. Sledi prepričanju, naj umetnost izhaja iz ljubezni in dela, ne iz hlastanja po dobičku. Med takratnimi bralci Norwid ni bil najbolj priljubljen, saj so njegova dela zaradi oblike in vsebine težje razumljiva. Tudi kot slikar v Parizu ni uspel, zato je delal v tovarni in gozdovih v Fontainebleauju.
Zaradi finančnih težav je v letu 1852 sprva odpotoval do Londona, kasneje pa od tam odplul v New York, kjer se je preživljal kot ilustrator. Ko je izvedel za izbruh Krimske vojne, je pisal pesniku Mickiewiczu in se ponudil za pomoč v realizaciji njegovih načrtov glede vojne. Leta 1854 se je vrnil v Pariz, kjer je ostal do konca življenja. Po vrnitvi je neuspešno načrtoval izlet v Firence, zbolel je za tuberkulozo. Ko je obubožal, ga je bratranec naselil v zavodu svetega Kazimira na obrobju Pariza, hiralnici za poljske veterane in sirote, ki so jo vodile nune. V zavodu se je tudi njegovo duševno stanje poslabšalo, postal je odljuden, zagrenjen in zanemarjen, a se kljub temu ni odpovedal pisanju, še vedno se je zanimal za dogajanje doma in po svetu in spisal nekaj družbenokritične poezije.
Umrl je 23. maja 1883. Njegov nagrobnik se nahaja na pokopališču v Montmorencyju, čeprav tam niso našli njegovih posmrtnih ostankov. Simbolično so zemljo izpod njegovega spomenika v Franciji leta 2001 prepeljali na Poljsko in jo shranili v kripto pesnikov-prerokov na krakovskem gradu Wawel.

## Delo
Cyprian Kamil Norwid se po mnenju literarnih zgodovinarjev povezuje z romantiko, klasicizmom in parnasizmom. Nekateri viri ga obravnavajo kot povsem samosvojega ustvarjalca na prelomu med romantiko in pozitivizmom. Njegova trdna vera je oblikovala vodilo njegovega ustvarjanja in življenja; približevanje bogu in izpopolnjevanje samega sebe. Pri tem na prvo mesto kot najpomembnejšo vrednoto postavlja delo. S to miselnostjo se je približeval idealom pozitivizma. Hkrati pa je močna vera pomenila precejšnjo konzervativnost, ki ni bila povsem v skladu s prepričanji pozitivistov. Pesnik se hkrati že sam odcepi od romantike. Dojema jo kot zaključeno obdobje in je do njega tudi kritičen, saj se ne strinja s prevladujočimi pogledi na mesijanizem. Romantika se mu dozdeva tudi preveč ljudska, preprosta, kar po njegovem mnenju povzroča neaktivno branje. V svoji poeziji tako uporablja težje izraze, primere iz mitologije, svojevrstno ortografijo. Besedo je razume v romantično-idealističnem kontekstu, kot da je metafizična sila, izrazom je skušal dati prvotni pomen in ustvarjal neologizme. V mladostnem obdobju je s svojimi prvimi objavami pesmi doživel pozitiven odziv kritike in vzpostavil zanimanje, kasneje pa so njegove pesmi postale zahtevne, za mnoge bralce nerazumljive, prežete z melanholijo, hermetične. Tako tudi zbirka Poezyje, ki jo je izdal leta 1863 ni požela velikega odmeva. Pisatelj je bil odkrit šele v poljski moderni (Młoda Polska 1890–1918), ko je Zenon Przesmycki (Miriam) izdal njegova še ohranjena (neobjavljena) dela. Tako je Norwid sloves dobil šele po smrti. Priljubljenost v sodobnem času kažejo mnoge uglasbitve njegove poezije. Med njegova dela spadajo tudi fragmentarni prevodi Byrona, Shakespeara, Benvenuta, Cellinija, Bérangerja, Horaca, Tyrteusza in Homerja.

### Likovno ustvarjanje
Poleg pisateljevanja se je Norwid ukvarjal še z risbami, akvareli, grafikami in oljnim slikarstvom; vendar se je le peščica njegovih del ohranila do danes. Znane so nam nekatere risbe človeških figur, doprsni kipi, svetopisemski in žanrski prizori. Med njegova dela prištevamo tudi portrete (risbe) Kraśinskega in Mickiewicza. V oljnem slikarstvu so znane štiri slike z naslovi: Kościołek na Litwie (Cerkvica v Litvi), Lady Makbet, Saturn z cyrklim nad globem ziemskim (Saturn s šestilom nad zemeljsko oblo), Jutrznia (Jutranjica). Prav slednja ima poseben pomen. Tehnika je olje na les, avtor pa je zanjo uporabil temnejšo barvno paleto, ki jo osvetljujeta bela čepica, sveča in jutranja svetloba. Gre za sliko starejše ženske, ki v rokah drži rožni venec zraven odprte knjige in ugasle sveče. V oknu, za figuro, temo seka nežen jutranji svit. Po slikarjevih besedah naj bi slika v prenesenem pomenu predstavljala Poljsko, ki se bo po mnogih letih okupacije prerodila. Simbol ponovne svobode je jutranji žarek, viden v zgornjem levem kotu slike.

## Literarna dela

### Lirika (izbor)
- Bema pamięci żałobny rapsod (1851)
- Do obywatela Johna Brown (1859)
- W Weronie (iz cikla Vade-mecum 1858–1866)
- Italiam!, Italiam! (1846)
- Moja ojczyzna (1861)
- Pieśń od ziemi naszej (1843)
- Vade-mecum (1858–1866)
- Moja piosnka I (1844)
- Moja piosnka II

### Pesnitve
- Wesele. Powieść. (1847)
- Pompeja (1848 ali 1849)
- Niewola. Rapsod (1849)
- Promethidion (1851)
- Szczesna. Powieść (1854)
- EPIMENIDES. Przypowieść (1854)
- QUIDAM. Przypowieść (1855–1857)
- Fulminant. Rapsod (1863)
- Fortepian Szopena (1863–1864)
- Że piękno to jest ... (1865)
- Rzecz o wolności słowa (1869)
- Assunta (1870)

### Proza
- Łaskawy opiekun, czyli Bartłomiej Alfonsem (1840)
- Wyjątek z pamiętnika (1850)
- Czarne kwiaty (1856)
- Białe kwiaty (1856)
- Bransoletka. Legenda dziewiętnastego wieku (1858)
- Cywilizacja. Legenda (1861)
- Ostatnia z bajek (1882)
- Milczenie (1882)
- Pamiętnik Podróżny

### Novele
- »Ad leones!« (1883)
- Stygmat (1883)
- Tajemnica lorda Singelworth (1883)
- Archeologia (1866)
- Dwie powieści (1866)

### Drame
- Noc tysiączna druga (1850)
- Wanda (1851)
- Krakus. Książę nieznany (1851, 1861)
- Słodycz (1855 lub 1856)
- Aktor. Komediodrama (1867)
- Pierścień Wielkiej Damy, czyli Ex-machina Durejko (1872)
- Kleopatra i Cezar (ok. 1870, 1878)
- Za kulisami (1865-1866)

### Prevodi v slovenščino
- Norwid (zbirka Lirika, izbral, uredil in prevedel Tone Pretnar; 1985)
- Tri pesmi (Kmetici, nenaslovljena, Bronislavu Z., objavljeno v reviji Literatura, Katarina Šalamun-Biedrzycka; 2009)
- Namesto uvoda, Moja popevka, Če, Fatum (Veter davnih vrtnic. Antologija pesniških prevodov 1964 – 1993, Tone Pretnar; 1993)
- Daj moder trak mi …, Sem žensk, zakletih v formule umrle … (Prošnja za srečne otoke. Antologija poljske ljubezenske lirike, Rozka Štefan; 1999)